# Genarp
För andra betydelser, se Genarp (olika betydelser).
Genarp är en tätort i Lunds kommun och kyrkby i Genarps socken i Skåne.

## Befolkningsutveckling
| Befolkningsutvecklingen i Genarp 1960–2020 | Befolkningsutvecklingen i Genarp 1960–2020 | Befolkningsutvecklingen i Genarp 1960–2020 | Befolkningsutvecklingen i Genarp 1960–2020 | Befolkningsutvecklingen i Genarp 1960–2020 |
| ------------------------------------------ | ------------------------------------------ | ------------------------------------------ | ------------------------------------------ | ------------------------------------------ |
|                                            |                                            |                                            |                                            |                                            |
| År                                         |                                            |                                            | Folkmängd                                  | Areal (ha)                                 |
| 1960                                       | 1960                                       |                                            | 809                                        |                                            |
| 1965                                       | 1965                                       |                                            | 1 035                                      |                                            |
| 1970                                       | 1970                                       |                                            | 1 481                                      |                                            |
| 1975                                       | 1975                                       |                                            | 2 223                                      |                                            |
| 1980                                       | 1980                                       |                                            | 2 472                                      |                                            |
| 1990                                       | 1990                                       |                                            | 2 536                                      | 145                                        |
| 1995                                       | 1995                                       |                                            | 2 521                                      | 145                                        |
| 2000                                       | 2000                                       |                                            | 2 512                                      | 146                                        |
| 2005                                       | 2005                                       |                                            | 2 647                                      | 161                                        |
| 2010                                       | 2010                                       |                                            | 2 892                                      | 170                                        |
| 2015                                       | 2015                                       |                                            | 2 962                                      | 196                                        |
| 2020                                       | 2020                                       |                                            | 3 110                                      | 201                                        |
|                                            |                                            |                                            |                                            |                                            |

## Samhället
Bebyggelsen domineras av småhus. Här finns Genarps kyrka och två skolor: Häckebergaskolan och Genarps skola. 
I byns omedelbara närhet ligger tre slott, varav det största är Häckeberga slott. Toppeladugård har tidigare lytt under Häckeberga slott. Björnstorps slott ägs av familjen Gyllenkrok och användes som patrons herrgård vid inspelningarna av filmen Kulla-Gulla.

## Idrott
Fotbollsklubben Genarps IF huserar i Genarp. Klubben spelar säsongen 2024 i Division 6 i Sydvästra A. Genarps IF spelar i rött på hemmaplanen Ekevallen. 
Genarp har numera en egen innebandyklubb, som säsongen 22/23 vann division 2 och slog ut Frölunda i kvalserien till division 1. Genarp kommer säsongen 23/24 spela division 1
Genarp Kampsportförening tränar på Medborgarhuset. Där finns träning för barn, ungdom och vuxna.

## Teknikhistoria
Den första industriroboten ASEA tillverkade 1974 såldes till verkstadsföretaget Magnussons i Genarp för att putsa rörböjar. Företaget köpte snart tre till, som fortfarande är i drift.
1983 köpte ASEA tillbaka den första roboten som skänktes till Tekniska museet i Stockholm för att fira deras 100-årsjubileum.

## Näringsliv
Den största privata arbetsplatsen är GLF Genarp AB ( tidigare Genarps Lådfabrik), som har ca. 197 anställda globalt (2024). Verksamheten startade år 1938 under namnet W Hedlund & Co. Då tillverkades enbart grönsakslådor i trä åt närliggande odlare.

### Handel
I Genarp finns två mataffärer, en Ica och en Coop (tidigare Konsum).
Den lokala konsumentföreningen var Genarpsortens konsumtionsförening som grundades den 19 oktober 1907. Affären låg då på Bygatan 3. År 1974 köpte föreningen de gamla lokstallarna i Genarp som revs för att bygga en ny livsmedelshall. Livsmedelshallen öppnade den 10 maj 1979 under det då nya konceptet K-marknaden. År 1980 valde dock föreningen att uppgå i Konsumentföreningen Solidar.
Ica-butiken har sitt ursprung i mataffären Sjögrens. Den 8 januari 1979 invigdes en ny större Ica-hall som ersatte gamla Sjögrens.

### Bankväsende
Genarps sparbank grundades 1906 och uppgick 1936 i Torna, Bara och Harjagers härads sparbank. Denna bank uppgick med tiden i Sparbanken Finn som lämnade Genarp den 12 mars 1997. Istället etablerade sig Färs och Frosta sparbank i Genarp hösten 1998. Den 27 maj 2005 lämnade dock även Färs och Frosta, varefter orten saknat bankkontor.
Stockholms privatbank öppnade ett kontor i Genarp i december 1917. Denna bank överlät år 1919 kontoret till Köpmannabanken som i sin tur år 1921 överlät Genarpskontoret till Skånska banken. Kontoret avvecklades senare under 1900-talet. Genarp hade även en egen jordbrukskassa, Genarps jordbrukskassa, sedermera Föreningsbanken Genarp som den 30 september 1984 uppgick i Föreningsbanken Lund. Föreningsbanken lade ner kontoret i Genarp år 1991.

## Kända personer med anknytning till orten
- Lars Norén, dramatiker, bodde i Genarp från 6 till 15 års ålder.
- Karl-Erik Welin, organist och kompositör, föddes och växte upp i Genarp.
- Janne Kask, musiker, är född och uppvuxen i Genarp.